# France Gareau
France Gareau, född den 15 april 1967 i Verner, Kanada, är en kanadensisk friidrottare inom kortdistanslöpning.
Hon ingick i Kanadas lag som tog OS-silver på 4 x 100 meter vid friidrottstävlingarna 1984 i Los Angeles. 
Hon är mor till Liam Foudy och Jean-Luc Foudy.